# Rising Sun-Lebanon
Rising Sun-Lebanon es un lugar designado por el censo ubicado en el condado de Kent en el estado estadounidense de Delaware. En el año 2000 tenía una población de 2,458 habitantes y una densidad poblacional de 279 personas por km².

## Geografía
Rising Sun-Lebanon se encuentra ubicado en las coordenadas 39°6′4″N 75°30′23″O / 39.10111, -75.50639.

## Demografía
Según la Oficina del Censo en 2000 los ingresos medios por hogar en la localidad eran de $37,315, y los ingresos medios por familia eran $40,658. Los hombres tenían unos ingresos medios de $27,031 frente a los $21,302 para las mujeres. La renta per cápita para la localidad era de $13,868. Alrededor del 6.6% de la población estaban por debajo del umbral de pobreza.

## Localidades adyacentes
Diagrama de las localidades a un radio de 16 km a la redonda de Rising Sun-Lebanon.